# Anne d'Armagnac
Anne d'Armagnac, dame d'Albret et comtesse de Dreux est née en 1402. Elle est la fille de Bernard VII d'Armagnac et de Bonne de Berry. En 1417, elle épousa Charles II d'Albret. De cette union naquit Jean Ier d'Albret.
Elle mourut avant le milieu de mars 1473 (n. s.).

## Sources
- Georges Bordonove, Charles VII le Victorieux, Paris, Pygmalion, coll. « Les Rois qui ont fait la France », 1985, 318 p. (ISBN 978-2-85704-195-5)